# 瓦拉诺-德梅莱加里
瓦拉诺-德梅莱加里（義大利語：Varano de' Melegari），是意大利帕尔马省的一个市镇。总面积64平方公里，人口2668人，人口密度41.7人/平方公里（2009年）。ISTAT代码为034045。